# Пам'ятки історії Добровеличківського району
У Добровеличківському районі Кіровоградської області на обліку перебуває 51 пам'ятка історії.
| № пп | Охорон. номер       | Найменування пам'ятки | Місцезнаходження пам'ятки                                             | Епоха                  | Значення | Рішення                |
| ---- | ------------------- | --- | --------------------------------------------------------------------- | ---------------------- | -------- | ---------------------- |
| 1    | 212 212/1- 212/2    | Братська могила радянських воїнів та пам'ятний знак воїнам-землякам Поховано 36 воїнів                                     | смт Добровеличківка, сквер, біля кінотеатру «Жовтень»                 | 1944 р., 1941—1945 рр. | місцева  | № 404 від 17.09.1969   |
| 2    | 1256                | Братська могила борців за встановлення радянської влади Поховано 10 чол.                                                   | смт Добровеличківка, кладовище                                        | 1918 р.                | місцева  | № 149 від 10.05.1988   |
| 3    | 1257                | Могила лейтенанта М. С. Гелетухи — радянського воїна                                                                       | смт Добровеличківка, західне кладовище                                | 1941 р.                | місцева  | № 149 від 10.05.1988   |
| 4    | 214                 | Братська могила радянських воїнів. Поховано 12 воїнів                                                                      | с. Андріївка, Тишнівська с/р, біля клубу                              | 1944 р.                | місцева  | № 404 від 17.09.1969   |
| 5    | 215                 | Братська могила мирних жителів-жертв фашизму. Поховано 89 чол.                                                             | с. Андріївка, Тишнівська с/р, біля школи                              | 1942—1944 рр.          | місцева  | № 404 від 17.09.1969   |
| 6    | 987                 | Пам'ятник воїнам-землякам                                                                                                  | с. Братолюбівка, Братолюбівська с/р, центр                            | 1941—1945 рр.          | місцева  | № 301 від 25.06.1982   |
| 7    | 936                 | Братська могила радянських воїнів                                                                                          | с. Варваро-Олександрівка, Добровеличківська с/р                       | 1944 р.                | місцева  | № 301 від 25.06.1982   |
| 8    | 216                 | Пам'ятник воїнам-землякам                                                                                                  | с. Вороб'ївка, Братолюбівська с/р, біля бібліотеки                    | 1941—1945 рр.          | місцева  | № 404 від 17.09.1969   |
| 9    | 217                 | Братська могила радянських воїнів. Поховано 7 воїнів                                                                       | с. Гаївка, Гаївська с/р, біля Будинку культури                        | 1944 р.                | місцева  | № 404 від 17.09.1969   |
| 10   | 218                 | Братська могила радянських воїнів. Поховано 13 воїнів                                                                      | с. Глиняне, Глинянська с/р, центр                                     | 1944 р.                | місцева  | № 404 від 17.09.1969   |
| 11   | 2252                | Братська могила мирних жителів — жертв фашизму. Поховано 64 чол.                                                           | с. Глиняне, Глинянська с/р, околиця                                   | 1941—1942 рр.          | місцева  | № 104 від 15.04.1991   |
| 12   | 219                 | Братська могила радянських воїнів. Поховано 7 воїнів                                                                       | с. Дружелюбівка, Дружелюбівська с/р, парк                             | 1944 р.                | місцева  | № 404 від 17.09.1969   |
| 13   | 988                 | Пам'ятник воїнам-землякам                                                                                                  | с. Дружелюбівка, Дружелюбівська с/р, біля Будинку культури            | 1941—1945 рр.          | місцева  | № 301 від 25.06.1982   |
| 14   | 220                 | Братська могила радянських воїнів. Поховано 21 воїна                                                                       | с. Корбівка, Корбівська с/р, біля Будинку культури                    | 1944 р.                | місцева  | № 404 від 17.09.1969   |
| 15   | 989                 | Пам'ятник воїнам-землякам                                                                                                  | с. Липняжки, Липнязька с/р, центр                                     | 1941—1945 рр.          | місцева  | № 301 від 25.06.1982   |
| 16   | 222                 | Могила Волосика Я. А. — борця за встановлення радянської влади                                                             | с. Липняжки, Липнязька с/р, околиця                                   | 1922 р.                | місцева  | № 404 від 17.09.1969   |
| 17   | 223                 | Братська могила радянських воїнів. Поховано 15 воїнів                                                                      | с. Липняжка, Липнязька с/р, цвинтар                                   | 1944 р.                | місцева  | № 404 від 17.09.1969   |
| 18   | 2253 2253/1- 2253/3 | Могили радянських воїнів                                                                                                   | с. Липняжка, Липнязька с/р, кладовище                                 | 1944 р.                | місцева  | № 104від 15.04.1991    |
| 19   | 224                 | Пам'ятник воїнам-землякам                                                                                                  | с. Любомирка, Любомирвська с/р, центр                                 | 1941—1945 рр.          | місцева  | № 404 від 17.09.1969   |
| 20   | 1258                | Пам'ятний знак жертвам фашизму                                                                                             | с. Мар'ївка, Добровеличківська с/р, околиця                           | 1941 р.                | місцева  | № 149 від 10.05.1988   |
| 21   | 225                 | Братська могила радянських воїнів. Поховано 7 воїнів                                                                       | с. Маркове, Марківська с/р, біля школи                                | 1944 р.                | місцева  | № 404 від 17.09.1969   |
| 22   | 226                 | Братська могила радянських воїнів. Поховано 19 воїнів                                                                      | с. Михайлівка, Гнатівська с/р, сквер                                  | 1944 р.                | місцева  | № 404 від 17.09.1969   |
| 23   | 990                 | Пам'ятник воїнам-землякам                                                                                                  | с. Миколаївка, Миколаївська с/р, біля Будинку культури                | 1941—1945 рр.          | місцева  | № 301 від 25.06.1982   |
| 24   | 937                 | Пам'ятний знак воїнам-землякам                                                                                             | с. Нововікторівка, Братолюбівська с/р, біля клубу                     | 1941—1945 рр.          | місцева  | № 301 від 25.06.1982   |
| 25   | 227                 | Братська могила радянських воїнів. Поховано 38 воїнів                                                                      | с. Новолутківка, Новолутківська с/р, біля школи                       | 1944 р.                | місцева  | № 404 від 17.09.1969   |
| 26   | 991                 | Пам'ятник воїнам-землякам                                                                                                  | с. Новолутківка, Новолутківська с/р, біля школи                       | 1941—1945 рр.          | місцева  | № 301 від 25.06.1982   |
| 27   | 228                 | Братська могила радянських воїнів. Поховано 115 воїнів                                                                     | с. Новомихайлівка, Федорівська с/р, сквер                             | 1944 р.                | місцева  | № 404 від 17.09.1969   |
| 28   | 1107                | Братська могила мирних жителів-жертв фашизму. Поховано 64 чол.                                                             | с. Новопетрівка, Миколаївська с/р, кладовище                          | 1942 р.                | місцева  | № 301 від 16.05.1988   |
| 29   | 992                 | Пам'ятник воїнам-землякам                                                                                                  | с. Новостанкувате, Тернавська с/р, центр                              | 1941—1945 рр.          | місцева  | № 301 від 25.06.1982   |
| 30   | 229 229/1- 229/2    | Братська могила радянських воїнів та пам'ятний знак воїнам-землякам. Поховано 10 воїнів                                    | с. Олександрівка, Олександрівська с/р, біля Будинку культури          | 1918 р., 1941—1945 рр. | місцева  | № 404 від 17.09.1969   |
| 31   | 231                 | Пам'ятник воїнам-землякам                                                                                                  | с. Олексіївна, Олексіївська с/р, біля Будинку культури                | 1941—1945 рр.          | місцева  | № 404 від 17.09.1969   |
| 32   | 232 232/1- 232/2    | Братська могила радянських воїнів та пам'ятний знак воїнам-землякам. Поховано 15 воїнів                                    | с. Перчунове, Перчунівська с/р, біля Будинку культури                 | 1944 р., 1941—1945 рр. | місцева  | № 404 від 17.09.1969   |
| 33   | 233                 | Пам'ятний знак на честь звільнення Кіровоградщини від фашистських загарбників                                              | с. Перчунове, Перчунівська с/р, околиця                               | 1944 р.                | місцева  | № 404 від 17.09.1969   |
| 34   | 234                 | Братська могила радянських воїнів. Поховано 78 воїнів                                                                      | с. Піщаний Брід, Піщанобрідська с/р, сквер                            | 1944 р.                | місцева  | № 404 від 17.09.1969   |
| 35   | 235                 | Пам'ятник воїнам-землякам                                                                                                  | с. Піщаний Брід, Піщанобрідська с/р, центр                            | 1941—1945 рр.          | місцева  | № 404 від 17.09.1969   |
| 36   | 236                 | Пам'ятник воїнам-землякам                                                                                                  | с. Піщаний Брід, Піщанобрідська с/р, біля клубу колгоспу ім. Шевченка | 1941—1945 рр.          | місцева  | № 404 від 17.09.1969   |
| 37   | 238                 | Братська могила радянських воїнів. Поховано 27 воїнів                                                                      | м. Помічна, площа                                                     | 1944 р.                | місцева  | № 404 від 17.09.1969   |
| 38   | 239                 | Пам'ятний знак воїнам-землякам                                                                                             | м. Помічна, вул. Чкалова                                              | 1941—1945 рр.          | місцева  | № 404 від 17.09.1969   |
| 39   | 240                 | Пам'ятно-технічний знак «Танк Т-34»                                                                                        | м. Помічна, вул. Героїв Крут                                          | 1941—1945 рр.          | місцева  | № 404 від 17.09.1969   |
| 40   | 2254                | Могила радянського воїна                                                                                                   | с. Сокопіївка, Дружелюбівська с/р, кладовище                          | 1943 р.                | місцева  | № 104від 15. 04. 1991р |
| 41   | 243 243/1- 243/3    | Братська могила радянських воїнів та пам'ятний знак воїнам-землякам та пам'ятний знак Терлецькому О. С. Поховано 11 воїнів | с. Тернове, Тернавська с/р, центр                                     | 1944 р., 1941—1945 рр. | місцева  | № 404 від 17.09.1969   |
| 42   | 244                 | Пам'ятник воїнам-землякам                                                                                                  | с. Трояни (Показове), Троянівська с/р, біля Будинку культури          | 1941—1945 рр.          | місцева  | № 404 від 17.09.1969   |
| 43   | 245                 | Братська могила радянських воїнів. Поховано 9 воїнів                                                                       | с. Показове, Федорівська с/р, біля школи                              | 1944 р.                | місцева  | № 404 від 17.09.1969   |
| 44   | 246                 | Братська могила радянських воїнів. Поховано 949 воїнів                                                                     | с. Тишківка, Тишківська с/р, сквер                                    | 1944 р.                | місцева  | № 404 від 17.09.1969   |
| 45   | 247                 | Пам'ятний знак воїнам-землякам                                                                                             | с. Тишківка, Тишківська с/р, біля СШ № 1                              | 1941—1945 рр.          | місцева  | № 404 від 17.09.1969   |
| 46   | 2255                | Могила Кудашева — військового фельдшера                                                                                    | с. Тишківка, Тишківська с/р, подвір'я лікарні                         | 1943 р.                | місцева  | № 104 від 15.04.1991   |
| 47   | 249 249/1- 249/2    | Братська могила радянських воїнів та пам'ятний знак воїнам-землякам. Поховано 42 воїни                                     | с. Федорівська, Федорівська с/р, сквер                                | 1944 р.                | місцева  | № 404 від 17.09.1969   |
| 48   | 1108                | Пам'ятний знак воїнам-землякам                                                                                             | с. Червона Поляна, Червонополянівська с/р, центр                      | 1941—1945 рр.          | місцева  | № 104від 15.04.1991    |
| 49   | 250                 | Братська могила борців за встановлення радянської влади. Поховано 10 чол.                                                  | с. Юр'ївка, Юр'ївська с/р, кладовище                                  | 1918 р.                | місцева  | № 404 від 17.09.1969   |
| 50   | 251                 | Братська могила радянських воїнів. Поховано 21 воїна                                                                       | с. Юр'ївка, Юр'ївська с/р, кладовище                                  | 1944 р.                | місцева  | № 404 від 17.09.1969   |
| 51   | 252                 | Пам'ятний знак воїнам-землякам                                                                                             | с. Юр'ївка, Юр'ївська с/р, центр                                      | 1941—1945 рр.          | місцева  | № 404 від 17.09.1969   |
|      |                     | |                                                                       |                        |          |                        |